# NASCAR Home Tracks
NASCAR Home Tracks es un grupo de carreras regionales de automovilismo controladas por la NASCAR.

## Divisiones
NASCAR K&N Pro Series
- Oeste
- Este

NASCAR Whelen Modified Tour
- Whelen Modified Tour
- Whelen Southern Modified Tour

Series internacionales
- NASCAR Canadá
- NASCAR Mexico
- Whelen Euro Series

## Ganadores
| Año  | Pilotos           | Pilotos           | Pilotos          | Pilotos                | Pilotos                 | Pilotos           | Pilotos        |
| Año  | Este              | Oeste             | Whelen Modified  | Whelen Southern        | Canadá                  | México            | Euro Series    |
| ---- | ----------------- | ----------------- | ---------------- | ---------------------- | ----------------------- | ----------------- | -------------- |
| 1954 |                   | Lloyd Dane        |                  |                        |                         |                   |                |
| 1955 | Danny Letner      |                   |                  |                        |                         |                   |                |
| 1956 | Lloyd Dane        |                   |                  |                        |                         |                   |                |
| 1957 | Lloyd Dane        |                   |                  |                        |                         |                   |                |
| 1958 | Eddie Gray        |                   |                  |                        |                         |                   |                |
| 1959 | Bob Ross          |                   |                  |                        |                         |                   |                |
| 1960 | Marvin Porter     |                   |                  |                        |                         |                   |                |
| 1961 | Eddie Gray        |                   |                  |                        |                         |                   |                |
| 1962 | Eddie Gray        |                   |                  |                        |                         |                   |                |
| 1963 | Ron Hornaday, Sr. |                   |                  |                        |                         |                   |                |
| 1964 | Ron Hornaday, Sr. |                   |                  |                        |                         |                   |                |
| 1965 | Bill Amick        |                   |                  |                        |                         |                   |                |
| 1966 | Jack McCoy        |                   |                  |                        |                         |                   |                |
| 1967 | Scott Cain        |                   |                  |                        |                         |                   |                |
| 1968 | Scott Cain        |                   |                  |                        |                         |                   |                |
| 1969 | Ray Elder         |                   |                  |                        |                         |                   |                |
| 1970 | Ray Elder         |                   |                  |                        |                         |                   |                |
| 1971 | Ray Elder         |                   |                  |                        |                         |                   |                |
| 1972 | Ray Elder         |                   |                  |                        |                         |                   |                |
| 1973 | Jack McCoy        |                   |                  |                        |                         |                   |                |
| 1974 | Ray Elder         |                   |                  |                        |                         |                   |                |
| 1975 | Ray Elder         |                   |                  |                        |                         |                   |                |
| 1976 | Bill Schmitt      |                   |                  |                        |                         |                   |                |
| 1977 | Bill Schmitt      |                   |                  |                        |                         |                   |                |
| 1978 | Jim Insolo        |                   |                  |                        |                         |                   |                |
| 1979 | Bill Schmitt      |                   |                  |                        |                         |                   |                |
| 1980 | Roy Smith         |                   |                  |                        |                         |                   |                |
| 1981 | Roy Smith         |                   |                  |                        |                         |                   |                |
| 1982 | Roy Smith         |                   |                  |                        |                         |                   |                |
| 1983 | Jim Robinson      |                   |                  |                        |                         |                   |                |
| 1984 | Jim Robinson      |                   |                  |                        |                         |                   |                |
| 1985 | Jim Robinson      | Richie Evans      |                  |                        |                         |                   |                |
| 1986 | Hershel McGriff   | Jimmy Spencer     |                  |                        |                         |                   |                |
| 1987 | Joey Kourafas     | Chad Little       | Jimmy Spencer    |                        |                         |                   |                |
| 1988 | Jamie Aube        | Roy Smith         | Mike McLaughlin  |                        |                         |                   |                |
| 1989 | Jamie Aube        | Bill Schmitt      | Mike Stefanik    |                        |                         |                   |                |
| 1990 | Jamie Aube        | Bill Schmitt      | Jamie Tomaino    |                        |                         |                   |                |
| 1991 | Ricky Craven      | Bill Sedgwick     | Mike Stefanik    |                        |                         |                   |                |
| 1992 | Dick McCabe       | Bill Sedgwick     | Jeff Fuller      |                        |                         |                   |                |
| 1993 | Dick McCabe       | Rick Carelli      | Rick Fuller      |                        |                         |                   |                |
| 1994 | Dale Shaw         | Mike Chase        | Wayne Anderson   |                        |                         |                   |                |
| 1995 | Kelly Moore       | Doug George       | Tony Hirschman   |                        |                         |                   |                |
| 1996 | Dave Dion         | Lance Hooper      | Tony Hirschman   |                        |                         |                   |                |
| 1997 | Mike Stefanik     | Butch Gilliland   | Mike Stefanik    |                        |                         |                   |                |
| 1998 | Mike Stefanik     | Kevin Harvick     | Mike Stefanik    |                        |                         |                   |                |
| 1999 | Brad Leighton     | Sean Woodside     | Tony Hirschman   |                        |                         |                   |                |
| 2000 | Brad Leighton     | Brendan Gaughan   | Jerry Marquis    |                        |                         |                   |                |
| 2001 | Mike Olsen        | Brendan Gaughan   | Mike Stefanik    |                        |                         |                   |                |
| 2002 | Andy Santerre     | Eric Norris       | Mike Stefanik    |                        |                         |                   |                |
| 2003 | Andy Santerre     | Scott Lynch       | Todd Szegedy     |                        |                         |                   |                |
| 2004 | Andy Santerre     | Mike Duncan       | Tony Hirschman   | Carlos Pardo           |                         |                   |                |
| 2005 | Andy Santerre     | Mike Duncan       | Tony Hirschman   | Junior Miller          | Jorge Goeters           |                   |                |
| 2006 | Mike Olsen        | Eric Holmes       | Mike Stefanik    | Junior Miller          | Rogelio López           |                   |                |
| 2007 | Joey Logano       | Mike David        | Donny Lia        | L.W. Miller            | Andrew Ranger           | Rafael Martínez   |                |
| 2008 | Matt Kobyluck     | Eric Holmes       | Ted Christopher  | Brian Loftin           | Scott Steckly           | Antonio Pérez     |                |
| 2009 | Ryan Truex        | Jason Bowles      | Donny Lia        | George Brunnhoelzl III | Andrew Ranger           | Germán Quiroga    |                |
| 2010 | Ryan Truex        | Eric Holmes       | Bobby Santos III | Burt Myers             | D.J. Kennington         | Germán Quiroga    |                |
| 2011 | Max Gresham       | Greg Pursley      | Ronnie Silk      | George Brunnhoelzl III | Scott Steckly           | Germán Quiroga    |                |
| 2012 | Kyle Larson       | Dylan Kwasniewski | Doug Coby        | George Brunnhoelzl III | D.J. Kennington         | Jorge Goeters     | Ander Vilariño |
| 2013 | Dylan Kwasniewski | Derek Thorn       | Ryan Preece      | George Brunnhoelzl III | Scott Steckly           | Rodrigo Peralta   | Ander Vilariño |
| 2014 | Ben Rhodes        | Greg Pursley      | Doug Coby        | Andy Seuss             | Louis Philippe Dumoulin | Abraham Calderon  | Anthony Kumpen |
| 2015 | William Byron     | Chris Eggleston   | Doug Coby        | Andy Seuss             | Scott Steckly           | Rubén García, Jr. | Ander Vilariño |
| 2016 | Justin Haley      | Todd Gilliland    | Doug Coby        | Burt Myers             | Cayden Lapcevich        |                   | Anthony Kumpen |